# ОШ „Прва основна школа краља Петра II” Ужице
Прва основна школа краља Петра II је најстарија основна школа у ужичком крају. Бележи многе спортске успехе, како у индивидуалним тако и у тимским спортовима.  Ова школа је од давнина центар спорта и одавде су изашли многи светски шампиони а најистакнутија је, без размишљања, чувена Оливера Јевтић.

### Историјат
Почеци основног школства у Ужицу везују се за 1829. годину и првог учитеља Милутина Будимировића.
Прва основна школа краља Петра II представља претходницу свих основних школа у ужичком крају.
Први објекат грађен за просвећивање народа била је зграда Нове основне школе. Објекат је изграђен 1884. године средствима трговца Илије Неранџића (1803-1869). На крову је био смештен дрвени торањ са школским звоном које је обележавало почетак и крај часа. Због свог изгледа означавају је као велику основну школу. Претпоставља се да је учитељска плата у то доба била мала, па су учитељи спремали ђаке за пријемни испит за реалку, па тако у листу „Златибор“ у бр. 25 од 11. јула 1891. године стоји:
„Ужички учитељи Јован Голубовић и Милија Јаношевић спремају ученике осн. школа за пријемни испит за реалку. Цена је врло умерена. За успех јамчимо“. У школској 1892/93. управник „Основних школа ужичких“ је Јован Голубовић.
Почетком XX века постоје две основне школе: мушка и женска. После мајског преврата, школске 1904/5. године, управитељ школе је Цветко Радојичић који ће то бити и у наредних пет година. 
Школа је 1932. године добила спрат и име Основна школа „Краљ Петар II“. У статистичком извештају установе из времена пред избијање Другог светског рата (30. јуна 1938. год.) школа је на печату носила назив: „Државна народна школа Краља Петра II у Ужицу срез ужички, бановина дринска“

### Први светски рат
За време Првог светског рата школа је радила чак са аустријским учитељима о чему сведоче документа у Архиву Србије., везана за основно школство Ужица тог времена Након завршетка Првог светског рата долази до обнављања школе о чему такође постоји сачувана документација.

### Други светски рат
Иако се рат приближава, у школи се нормално одржавају школске активности. Школски хор је 20. маја приредио ђачки час на радију. У школи тада ради 33 учитеља. 
Рад у школској 1942/43. години је био најтежи. У првој послератној школској 1945/46. години, управитељ школе је Милан Кутлешић, учитељ.
Педесетих година двадесетог века школа носи званичан назив Државна основна школа.
Школске 1955/56. године школа из основне прераста у осмогодишњу и добија ново име по бившем ученику Андрији Ђуровићу, који је погинуо у бици на Кадињачи 1941. године као командант Радничког батаљона. Тада се школа звала Осмогодишња школа „Андрија Ђуровић“ у Титовом Ужицу.
У школској 2004/5. школи је враћено име које је носила од 1938. године. 

## Спортски успеси
Школски кошаркаши и кошаркашице труде се да школу представе у што бољем светлу. Године 2014. друга награда на међурегионалном такмичењу отишла је кошаркашицама ове школе док су 2015. године, дечаци освојили другу награду на регионалним такмичењу. Атлетичари не заостају нимало, као ни рукометаши и рукометашице. Ова школа је практично центар спорта и одавде су изашли многи светски шампиони а најистакнутија је Оливера Јевтић, српска атлетичарка позната по маратонским тркама.

## Знамените личности – ђаци школе
- Славко Вукосављевић
- Драгољуб Голубовић Пижон
- Радомир Антић
- Оливера Јевтић
- Зоран Герзић
- Душан О. Груден
- Марија Мага Магазиновић
- Жарко Петровић
- Љубомир Симовић
- Љубомир Стојановић
- Надежда Нађа Тешић
- Стив Тешич
- Милутин Ускоковић
- Љубица Чакаревић
- Вујо Дрндаревић